# Филипп (Гумилевский)
Архиепископ Фили́пп (в миру Серге́й Никола́евич Гумиле́вский; 4 (16) августа 1877, Москва — 22 сентября 1936, Иваново) — епископ Русской Православной Церкви, архиепископ Владимирский и Суздальский. Двоюродный брат епископа Рафаила (Гумилевского).

## Биография
В 1897 году окончил Московскую духовную семинарию. В 1901 году окончил Казанскую духовную академию со степенью кандидата богословия с правом преподавания в семинарии.
26 июля 1902 года назначен псаломщиком императорской посольской церкви во Флоренции. С 28 августа 1903 года — псаломщик посольской церкви в Риме.
С 19 августа 1904 года — преподаватель в Тульской духовной семинарии. 13 октября 1905 года уволен от службы в семинарии по болезни.
С 17 января по 7 июля 1907 года — надзиратель Московской духовной семинарии.
7 июля 1907 года принял монашеский постриг с именем Филипп.
27 октября 1907 года назначен помощником инспектора Московской духовной семинарии.
16 августа 1908 года назначен инспектором Тифлисской духовной семинарии.
7 октября 1909 года назначен инспектором Вифанской духовной семинарии в Сергиевом Посаде. 30 января 1910 года назначен ректором той же семинарии с возведением в сан архимандрита.
С 22 июня 1912 года по 30 марта 1913 года — ректор Московской духовной семинарии.
С 30 марта 1913 по 16 мая 1916 года — настоятель Русской посольской церкви в Риме, где ранее служил псаломщиком.
С 16 мая 1916 по 1918 год — ректор Кишинёвской духовной семинарии.
В 1918 году из-за отказа принять румынское гражданство лишён должности ректора семинарии и выслан из Бессарабии, приехал в Киев и митрополитом Антонием (Храповицким) командирован в Южную армию. С февраля 1919 года проживал в Антониевском монастыре Херсонской губернии, преподавал в детском приюте бывшего Петровского монастыря. С декабря 1919 года — на Кубани, вероятно, прибыл по приглашению временно управляющего Кубанской епархией митрополита Антония, был экономом архиерейского дома и настоятелем Казанского мужского монастыря.
По указу Священного синода от 13 ноября 1920 года — епископ Ейский, викарий Кубанской епархии и временно управляющий Ставропольской епархией. Хиротония состоялась в Новочеркасске. Спустя месяц арестован и выслан в Ростов в числе большой группы духовенства.
С 1921 года — епископ Балахнинский, викарий Нижегородской епархии.
В 1923—1924 годах — в заключении и ссылке. С ноября 1924 года проживал в Москве без права выезда. В 1925 году уклонился в беглопоповство. Принёс покаяние. 12 апреля 1925 года подписал акт о передаче высшей церковной власти митрополиту Крутицкому Петру (Полянскому).
В 1926—1927 годах находился в ссылке в Тамбовской губерния.
С мая 1927 года — архиепископ Звенигородский, временно управляющий Московской епархией. С 18 мая 1927 года — член Временного патриаршего Священного синода при митрополите Сергии (Страгородском).
16 июля 1930 года рукоположил монаха Пимена (Извекова), будущего патриарха, во иеродиакона, а 12 января 1931 года — во иеромонаха.
18 февраля (по другим данным, 8 февраля) 1931 года был арестован по подозрению в том, что «информировал папу Римского о состоянии церквей в СССР», и в том, что интервью митрополита Сергия 1930 года было неискренним и должно последовать опровержение текста этого интервью. 18 ноября 1931 года Особым совещанием при Коллегии ОГПУ был признан виновным в «передаче зарубежным а[нти]/с[оветским] кругам к[онтр]/р[еволюционного] документа и сведений, приносящих вред соввласти» и приговорен к трём годам ИТЛ.
С декабря 1931 года находился в одном из концлагерей. 25 июля 1933 года начальник 3-го отделения СПО ОГПУ написал: «О досрочном освобождении Гумилевского из к[онц]/л[агеря] категорически возражаю».
С 1934 по апрель 1936 года жил в городе Владимире на правах заштатного архиерея.
В 1936 году был арестован (по одним данным, 26 апреля, по другим — 9 сентября). Проходил по одному делу с архиепископом Сергием (Гришиным) и епископом Афанасием (Сахаровым). Был осуждён 21 сентября 1936 года на 3 года лишения свободы. Погиб в тюрьме: 22 сентября был убит во время допроса, не пожелав подписать текст ложного показания, предложенного следователем. Похоронен в Иванове на местном городском кладбище. Архиепископа Филиппа хоронили как простого монаха в закрытом гробе, а сестре сказали, что открыть гроб нельзя, так как владыка якобы умер от инфекционной болезни.